# Sam Merriman
Sam Merriman (Tucson, 5 maggio 1961) è un ex giocatore di football americano statunitense che ha militato nel ruolo di linebacker nella National Football League (NFL).

## Carriera
Merriman fu scelto dai Seattle Seahawks nel corso del settimo giro (177º assoluto) del Draft NFL 1983. Un linebacker di riserva, lasciò la sua impronta con prestazioni di alto livello negli special team per cinque stagioni. Nella sua stagione da rookie nel 1983, i Seahawks batterono i Denver Broncos sonoramente nel turno delle wild card dei playoff e incontrarono i favoriti Miami Dolphins all'Orange Bowl nel divisional round. Fu una partita equilibrata con diversi cambi di leadership; i Seahawks tornarono in vantaggio per 24–20 a meno di due minuti dal termine. Nel successivo kickoff, Merriman recuperò un fumble dei Dolphins che portò a un field goal di Seattle, l'ultima marcatura della vittoria a sorpresa
Prima dell'inizio della stagione 1988, Merriman era il probabile inside linebacker titolare sul lato debole, ma subì un infortunio al ginocchio che pose fine alla sua carriera nella seconda gara di pre-stagione contro i Detroit Lions al Pontiac Silverdome; ciò avvenne durante un ritorno di punt nei tempi supplementari. Inserito in lista infortunati, fu svincolato dalla squadra otto mesi dopo nell'aprile 1989.